# Rakow (Süderholz)
Rakow ist ein Ortsteil der Gemeinde Süderholz im Süden des Landkreises Vorpommern-Rügen.

Rakow zwischen 1880 und 1920

## Geografie
Rakow liegt 7 km südöstlich von Grimmen, 22 km westlich von Greifswald und 10,5 km nordwestlich von Loitz. Die Gemeinde liegt auf einer zerschnittenen Hochfläche von 15 bis 30 m über NHN.

## Geschichte
Rakow wurde am 31. Oktober 1232 erstmals urkundlich erwähnt und hieß zu der Zeit Racowe, war aber unterteilt nach Groß = majus und Klein = minus. In der Urkunde schenkte Herzog Wartislaw III. dem Kloster Doberan die Dörfer Groß- und Klein-Rakow. Der Name kommt aus dem Slawischen und bedeutet so viel wie Krebsort.
1235 verlieh Bischof Conrad III. von Cammin dem Kloster Doberan den Zehnten aus Groß und Klein Rakow.
Das preußische Urmesstischblatt (PUM) von 1835 zeigt noch eine kuriose Struktur des Ortes. Der Ort bestand aus dem nordwestlich liegenden Teil Groß Rakow mit dem Gut und der Katenzeile. In der Mitte das Teil Klein Rakow mit Kirche und Bockwindmühle. Am östlichen Ende lag Grabow, verbunden mit dem Teil Klein Rakow.
1871 hatte Klein Rakow 21 Wohnhäuser mit 28 Haushaltungen und 169 Einwohner, 1867 war es die gleich Anzahl. Groß Rakow hatte 9 Wohnhäuser mit 22 Haushaltungen und 150 Einwohner, 1867 waren es nur 149. Alle waren Mitglied der evangelischen Konfession.
1878 trennte die Bahnstrecke Neustrelitz-Stralsund (Berliner Nordbahn) die beiden Teile von Rakow.
Im Messtischblatt (MTB) von 1880 löst sich die o. g. Kuriosität auf, das Dorf Grabow wurde 1,5 km nach Südosten verlegt und war jetzt selbstständig. Das Gut im Dorfteil Groß Rakow war modernisiert und vergrößert. Klein Rakow wurde ein geschlossenes Angerdorf und erhielt auf seiner Seite den Bahnhof Rakow.
1905 hatte Groß Rakow 13 Wohnhäuser mit 31 Haushalten und 222 Einwohner, in Klein Rakow waren es 21 Häuser mit 33 Haushalten und 180 Einwohner.
Am 1. Juli 1950 wurde die bis dahin eigenständige Gemeinde Bretwisch eingegliedert.
Von der Bodenreform in der Sowjetischen Besatzungszone war Groß Rakow direkt betroffen. Die hier jetzt vorhandenen Flüchtlinge erhielten Land aus dem enteigneten Gut und errichteten sich nachfolgend Neubauernsiedlungen westlich und östlich des ehemaligen Gutes. Nach 1960 waren sicher alle Bauern in einer Landwirtschaftliche Produktionsgenossenschaft (LPG), im jetzt vergrößerten Dorf wurde eine kleine Agraranlage in den Resten des Gutes errichtet. Klein Rakow blieb in der Struktur erhalten, vergrößerte sich aber. Die Unterscheidung der Wohnplätze Groß und Klein Rakow blieb erhalten, aber es gab nur noch die Ortschaft  Rakow im Verzeichnis.

## Kultur und Sehenswürdigkeiten

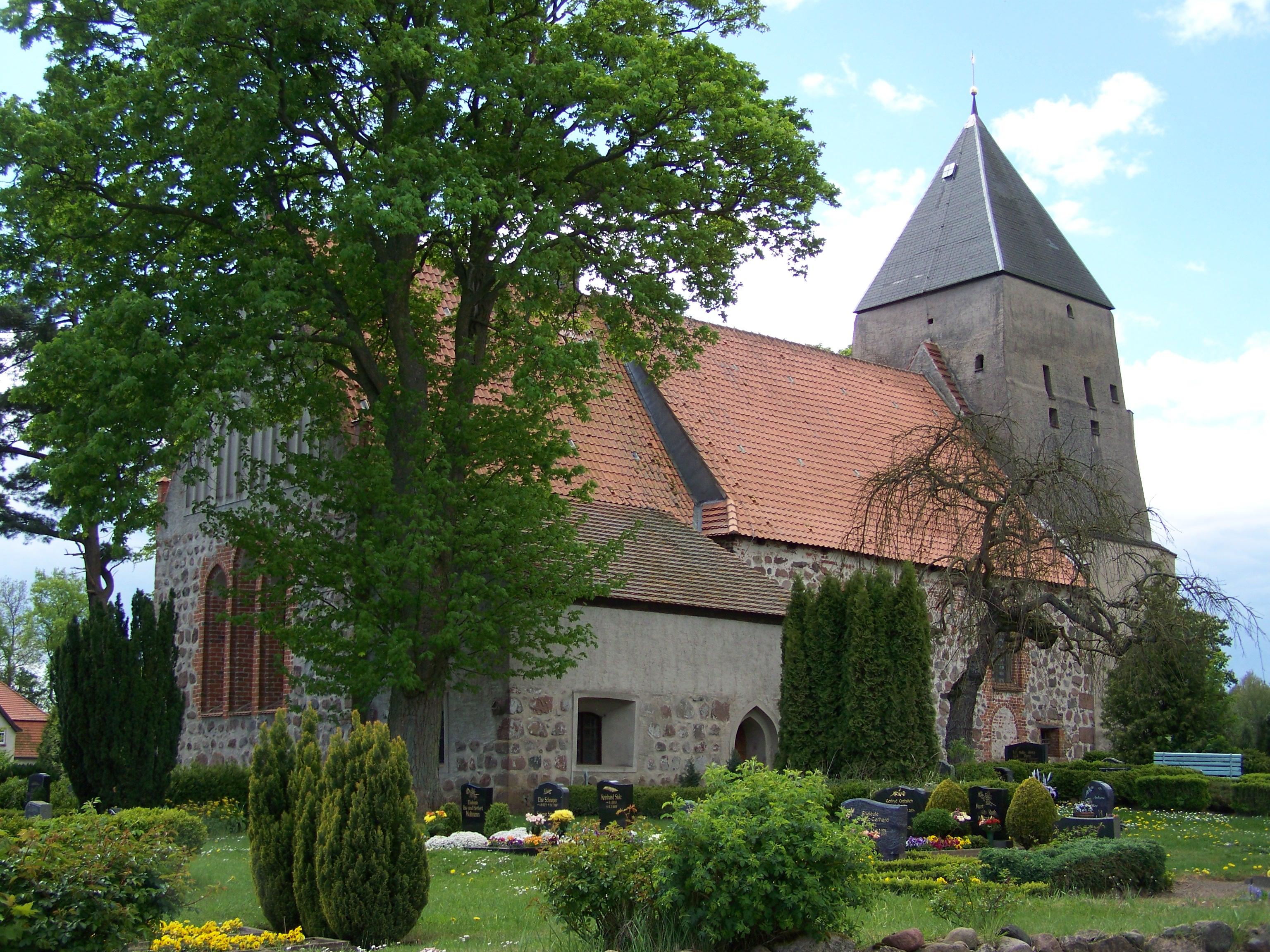
Die Kirche in Klein Rakow

### Bauwerke
- Kirche Rakow in Klein Rakow
- Reste des Gutes in Groß Rakow
- Bahnhof Rakow

### Grünflächen und Naherholung
- Gutspark Groß Rakow
- Südlich von Klein Rakow verläuft der Os (Ås) Rakow, er ist knapp einen Kilometer lang.

## Wirtschaft und Infrastruktur
Rakow liegt an der Landesstraße 26. Nördlich des Ortes verläuft die A 20, sie ist über die Anschlussstelle Grimmen-Ost zu erreichen. Östlich verläuft die B 194. Durch die Gemeinde verläuft die Bahnstrecke Neustrelitz–Stralsund (Berliner Nordbahn) und hat in Rakow einen Haltepunkt.